# Metanipponaphis lithocarpicola
Metanipponaphis lithocarpicola är en insektsart. Metanipponaphis lithocarpicola ingår i släktet Metanipponaphis och familjen långrörsbladlöss. Inga underarter finns listade i Catalogue of Life.